# Birger Sörvik
Birger Sörvik (Göteborg, 4 dicembre 1879 – 23 maggio 1978) è stato un ginnasta svedese.

## Palmarès

### Olimpiadi
- Oro a Londra 1908 nel concorso a squadre.